# Eiður Guðjohnsen
Eiður Smári Guðjohnsen (født 15. september 1978 i Reykjavik, Island) er en islandsk tidligere professionel fodboldspiller, der spillede der havde en lang karriere, der blandt andet omfattede storklubberne Chelsea og F.C. Barcelona, lige som han spillede 88 kampe på Islands landshold. Han er søn af Arnór Guðjohnsen, som han i 1996 blev skiftet ind for i en landskamp mod Estland.
Guðjohnsen har i to omgange med fjorten års mellemrum spillet for den engelske klub Bolton Wanderers. Han har også spillet for en del andre klubber, både i Europa og Asien.
Ved EM i 2016 optrådte Guðjohnsen to gange for det islandske landshold, sidste gang da han blev skiftet ind mod slutningen af kvartfinalen mod Frankrig og overtog anførerbindet. Island tabte kvartfinalen og dette blev samtidigt Guðjohnsens foreløbigt sidste optræden på det islandske landshold, hvor han over en periode på 20 år spillede 88 kampe og scorede 26 mål. Han er indehaver af rekorden for flest mål scoret for Island.
Han bekendtgjorde 8. september 2017, at han stoppede sin professionelle karriere.

## Titler
PSV
- KNVB Cup: 1995-96
- Eredivisie: 1996-97

Chelsea
- Premier League: 2004-05, 2005-06
- FA Community Shield: 2000, 2006
- Football League Cup: 2004-05

Barcelona
- La Liga: 2008-09
- Copa del Rey: 2008-09
- Supercopa de España: 2006, 2009
- UEFA Champions League: 2008-09
- UEFA Super Cup: 2009